# Línguas jivaroanas

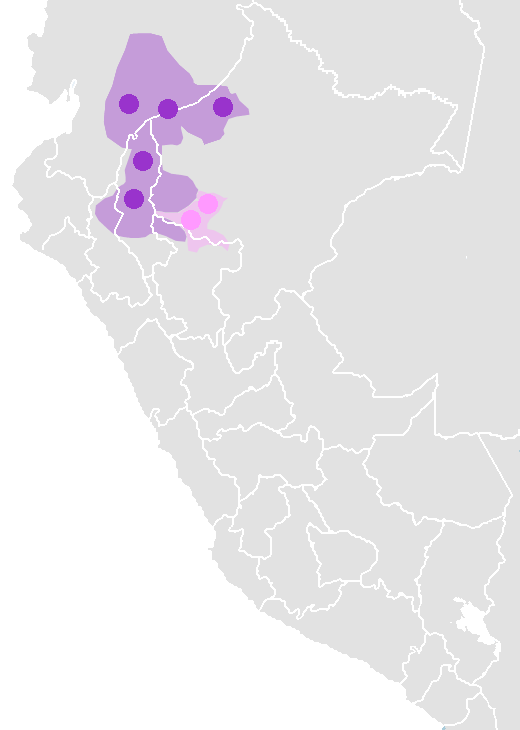
Áreas Jivaroanas (violeta) e Cahuapananas (rosa) – Pontos são localizações documentadas, áreas sombreadas são da provável extensão no século XVI

Jivaroana (ou  Hívaro, Jívaro, Jibaroana, Jibaro)  é uma pequena   família linguística, segundo alguns, ou uma língua isolada, conforme outros, falada no norte do Peru e leste do Equador.

## Subdivisões
As Jivaroanas consistem em 4 línguas::
1. Shuar
2. Achuar
3. Aguaruna
4. Huambisa
Essas línguas jivaroanas são faladas na Amazônia (Peru e Equador), Cajamarca, Loreto (região) e em San Martín (província) no Peru e em províncias do leste do Equador.

## Classificação
A extinta língua Palta fora classificada como jivoaroana por Jacinto Jijón y Caamaño e por Čestmír Loukotka por volta dos anos 40. Porém, poucas palavras foram localizadas e Kaufman (1994) considera hoje que há poucas semelhanças. Também a ainda não-classificada Candoshi foi por algum tempo considerada como jivaroana, porém, mais recentemente os linguístas tendem a procurar outras ligações para essa língua.
As mais prováveis ligações com outras línguas são com as línguas cahuapanas (Chayahuita e Jebero) e outras ditas isoladas e denominadas Jívaro-Cahuapanas (Hívaro-Kawapánan) (Jorge Suárez e outros), Macro-Jibaras ou ainda Macro-Andinas (cf. Morris Swadesh e outros) junto com Cahuapanana, Urarina, Puelche e possivelmente Huarpe.

## Reconstrução
Algumas reconstruções do proto-jivaroano (ou proto-shuar segundo Payne (1981); reconstruído das línguas shuar, achuar, aguaruna e huambisa), de nomes de plantas e animais:
| Número | Proto-Jivaroano | Português                                   | Espanhol                                   |
| ------ | --------------- | ------------------------------------------- | ------------------------------------------ |
| 1      | *pagaata        | cana-de-açúcar                              | caña de azúcar                             |
| 2      | *páki           | queixada                                    | huangana                                   |
| 3      | *pamáu          | anta                                        | tapir, sachavaca                           |
| 5      | *páni           | piranha                                     | piraña; caribe (pez)                       |
| 6      | *pangki         | jiboia                                      | boa                                        |
| 8      | *pápangku       | balsa                                       | balsa                                      |
| 12     | *pínchu         | gavião                                      | gavilán                                    |
| 14     | *piyu           | pequena vespa                               | avispa pequeña                             |
| 24     | *puwáchi        | sapo                                        | sapo                                       |
| 28     | *púmput(u)      | coruja                                      | lechuza                                    |
| 31     | *puwínta        | rã                                          | rana                                       |
| 37     | *takúmpe        | arara amarela                               | guacamayo; amarillo                        |
| 41     | *tangkána       | cana-flecha                                 | caña brava                                 |
| 44     | *tatashama      | pica-pau                                    | pájaro carpintero                          |
| 48     | *tingkisháapi   | grilo                                       | grillo                                     |
| 50     | *titíngki       | escorpião                                   | alacrán                                    |
| 51     | *téma           | piolho                                      | piojo                                      |
| 54     | *téte           | mosca                                       | mosca                                      |
| 57     | *túnchi         | aranha pequena                              | araña chica                                |
| 59     | *túnta          | aljava                                      | aljaba (calabaza en que se guarda algodón) |
| 61     | *tuntúwampi     | paxiúba, Iriartea deltoidea                 | huacara-pona, chonta                       |
| 67     | *kaape          | mosca pequena                               | mosca pequeña                              |
| 76     | *kámau          | cupim                                       | comején                                    |
| 79     | *kángka         | curimbatá                                   | boquichico (pez)                           |
| 83     | *(k)ásha(i)     | cutia, paca                                 | agutí, paca                                |
| 88     | *katipi         | rato                                        | ratón                                      |
| 91     | *kawáu          | papagaio                                    | loro                                       |
| 94     | *kihínu         | peixe                                       | pescado                                    |
| 96     | *(kí)ngusa      | periquito                                   | perico                                     |
| 99     | *kénguwa        | tucano                                      | tucán                                      |
| 101    | *kuhánchama     | gambá                                       | zarigüeya                                  |
| 103    | *kunámpe        | quatipuru                                   | ardilla                                    |
| 104    | *kúntinu        | animal                                      | animal                                     |
| 111    | *kúngu          | porco-espinho                               | puerco espín                               |
| 112    | *kúngku         | caracol terrestre                           | caracol de tierra                          |
| 113    | *kungkuwíma     | tartaruga                                   | tortuga                                    |
| 114    | *kungkúki       | patauá                                      | ungurahui (palmera)                        |
| 115    | *kúpita         | formiga                                     | hormiga                                    |
| 121    | *tsaangku       | tabaco                                      | tabaco                                     |
| 127    | *tsápa          | abóbora                                     | calabaza                                   |
| 133    | *tsénge         | aranha                                      | araña                                      |
| 134    | *tsukangkáa     | tucano                                      | tucán                                      |
| 136    | *tsúntsu        | caramujo                                    | caracol de río                             |
| 144    | *chápi          | jarina (palmeira)                           | yarina (palmera)                           |
| 146    | *chinímpi       | andorinha                                   | golondrina                                 |
| 147    | *chingkána      | cana-do-reino                               | carrizo grande                             |
| 148    | *chíngki        | ave                                         | ave                                        |
| 150    | *chénge         | macaco-prego                                | mono machín                                |
| 151    | *chuwángka      | urubu                                       | gallinazo                                  |
| 154    | *chúu           | macaco-barrigudo, Oreonax flavicauda; bugio | mono coto; choro (mono)                    |
| 157    | *sápi           | lagarta (verme)                             | oruga (gusano)                             |
| 167    | *shakuwa        | rato-d'água                                 | rata de agua                               |
| 170    | *shimpa         | pomba                                       | paloma                                     |
| 172    | *shíngki        | palmeira (Astrocaryum sp.?)                 | chonta (palmera)                           |
| 175    | *(sh)ushu(wi)   | tatu                                        | armadillo                                  |
| 176    | *shuúta         | barata grande                               | cucaracha grande                           |
| 181    | *hápa           | veado                                       | venado                                     |
| 187    | *(h)íncham(a)   | morcego                                     | murciélago                                 |
| 193    | *hémpe          | beija-flor                                  | picaflor                                   |
| 201    | *machíngku      | macaco branco                               | mono blanco                                |
| 204    | *maikuwa        | Brugmansia                                  | floripondio                                |
| 207    | *máma           | mandioca                                    | yuca                                       |
| 208    | *mánchu         | mosquito                                    | zancudo                                    |
| 209    | *máshu          | mutum                                       | paujil                                     |
| 221    | *mukútsapa      | piolho (de galinha); pulga                  | piojo de gallina; pulga                    |
| 222    | *mukúntu        | sapo                                        | sapo                                       |
| 234    | *namáka         | peixe                                       | pescado                                    |
| 235    | *namángke       | carne                                       | carne                                      |
| 236    | *námpicha       | minhoca                                     | lombriz                                    |
| 243    | *nápi           | cobra                                       | culebra                                    |
| 245    | *natéma         | ayahuasca                                   | ayahuasca                                  |
| 267    | *núse           | amendoim                                    | maní                                       |
| 271    | *waga           | perdiz                                      | perdiz                                     |
| 291    | *wapungúsha     | tapiti                                      | conejo                                     |
| 292    | *wáshi          | coatá                                       | maquisapa (mono)                           |
| 296    | *wáuma          | formiga                                     | hormiga                                    |
| 300    | *weeka          | formiga comestível                          | hormiga comestible                         |
| 302    | *wíchingk(i)    | quatipuru                                   | ardilla                                    |
| 303    | *wingisáma      | rã                                          | rana                                       |
| 304    | *wísuta         | formiga                                     | hormiga                                    |
| 312    | *yakúma         | bugio                                       | coto mono                                  |
| 314    | *yámp(iya)      | urucum                                      | achiote                                    |
| 315    | *yampúnaa       | arara                                       | guacamayo                                  |
| 317    | *yantánaa       | lagarto                                     | lagarto                                    |
| 324    | *yawá           | cachorro                                    | perro                                      |
| 326    | *yáya           | rato                                        | rata                                       |
| 340    | *áchu           | buriti                                      | chonta (palmera); miriti, moriche, aguaje  |
| 347    | *áka            | minhoca                                     | gusano                                     |
| 356    | *ampúsha        | coruja                                      | búho; lechuza                              |
| 358    | *anchi          | mutuca                                      | tábano                                     |
| 375    | *auntse         | jacu-de-spix                                | pucacunga                                  |
| 385    | *íhu            | pupunha; palmito                            | cogollo de palmera; chonta (palmera)       |
| 423    | *éte            | vespa                                       | avispa                                     |
| 435    | *únchi          | mosca                                       | mosca                                      |
| 436    | *untúchama      | onça-parda                                  | puma                                       |
| 439    | *ungkumiya      | capivara                                    | ronsoco                                    |
| 447    | *uy(u)          | lontra                                      | nutria                                     |